# Vatersay
Vatersay (in het Schots-Gaelisch Bhatarsaigh) is een eiland van de Buiten-Hebriden, gelegen ten zuiden van Barra.
Sinds 1991 is Vatersay verbonden met Barra via een stenen dam, de Vatersay Causeway.
Met laag water is Vatersay aan de oostzijde verbonden met het eilandje Uineasan. Het eiland heeft een kleine 100 inwoners.

## Bezienswaardigheden
- Dun a' Chaolais, een broch
- Annie Jane Monument, opgericht als in memoriam voor het vergaan van het immigrantenschip Annie Jane in 1853, waarbij 348 opvarenden zijn verdronken.

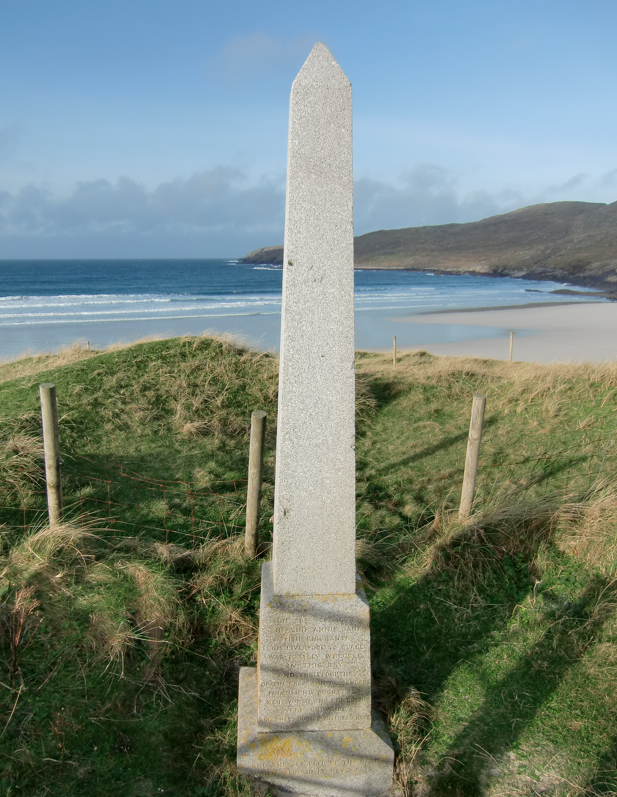
Monument voor het vergaan van de Annie Jane